# トーセイ・リート投資法人
トーセイ・リート投資法人は、東京都港区に本部を置く投資法人。東証上場のJ-REIT。

## 概要
トーセイがメインスポンサーの総合型のJ-REITであり、資産運用会社はトーセイ100%出資の「トーセイ・アセット・アドバイザーズ株式会社」である。
投資対象は、主に東京経済圏に所在する、「膨大な既存建築ストック」のボリュームゾーンである、中小規模のオフィス、商業施設、住宅及び物流施設で、相対的に高い利回りが期待できる物件、としている。また、原則として50億円以下の物件を対象に、築浅に拘らないとしており、2024年10月期時点でポートフォリオの平均築年数は30.7年となっている。
一般社団法人不動産証券化協会（ARES)が2023年に創設した表彰制度である「ARES ESG AWARD」において、初回となる「ARES ESG AWARD 2023　グッドアクション賞（環境部門）」を受賞した。

## 沿革
- 2014年（平成26年）9月4日 - 本投資法人の設立
- 2014年（平成26年）9月22日 - 投信法第187条に基づく登録の実施（登録番号：関東財務局長 第96号）
- 2014年（平成26年）11月27日 - 東証に上場

## ポートフォリオ
2024年10月31日時点で、保有物件数62物件、取得価格合計827億円である。
主な所有物件は以下の通り。
- 関内トーセイビルⅡ
- NU関内ビル
- 多摩センタートーセイビル